# Montpellier Hérault Sport Club 2021-2022 (femminile)
Questa voce raccoglie le informazioni riguardanti la squadra femminile del Montpellier Hérault Sport Club nelle competizioni ufficiali della stagione 2021-2022.

## Divise e sponsor
La grafica riproponeva l'abbinamento cromatico adottato dal Montpellier maschile. Main sponsor era Partouche, lo sponsor tecnico, fornitore delle tenute da gioco, era Nike.
| Casa | Trasferta | Terza divisa |

## Organigramma societario
Area tecnica
- Allenatore: Frédéric Mendy
- Vice allenatore:
- Preparatore dei portieri:
- Preparatore atletico:
- Medico sociale:
- Fisioterapista:
- Coordinatore:

## Rosa
Rosa, ruoli e numeri di maglia come da sito ufficiale, aggiornati al 20 settembre 2021.
| N. |                        | Ruolo | Calciatrice               |
| -- | ---------------------- | ----- | ------------------------- |
| 1  | Germania (bandiera)    | P     | Lisa Schmitz              |
| 3  | Francia (bandiera)     | D     | Inès Belloumou            |
| 4  | Francia (bandiera)     | D     | Marion Torrent (capitano) |
| 7  | Paesi Bassi (bandiera) | A     | Ashleigh Weerden          |
| 9  | Australia (bandiera)   | A     | Mary Fowler               |
| 10 | Francia (bandiera)     | A     | Esther Mbakem-Niaro       |
| 11 | Haiti (bandiera)       | A     | Nérilia Mondésir          |
| 12 | Francia (bandiera)     | D     | Maëlys Mpome              |
| 14 | Germania (bandiera)    | D     | Johanna Elsig             |
| 15 | Francia (bandiera)     | C     | Cyrielle Blanc            |

| N. |                       | Ruolo | Calciatrice          |
| -- | --------------------- | ----- | -------------------- |
| 16 | Canada (bandiera)     | P     | Gabrielle Lambert    |
| 18 | Slovacchia (bandiera) | C     | Dominika Škorvánková |
| 19 | Croazia (bandiera)    | C     | Iva Landeka          |
| 20 | Francia (bandiera)    | D     | Maëlle Lakrar        |
| 22 | Germania (bandiera)   | A     | Lena Petermann       |
| 23 | Francia (bandiera)    | D     | Morgane Nicoli       |
| 25 | Francia (bandiera)    | C     | Faustine Robert      |
| 27 | Austria (bandiera)    | C     | Sarah Puntigam       |
| 29 | Francia (bandiera)    | A     | Clarisse Le Bihan    |

## Calciomercato

### Sessione estiva
| Acquisti | Acquisti            | Acquisti        | Acquisti   |
| R.       | Nome                | da              | Modalità   |
| -------- | ------------------- | --------------- | ---------- |
| D        | Johanna Elsig       | Turbine Potsdam | definitivo |
| A        | Esther Mbakem Niaro | Issy            | definitivo |
| A        | Faustine Robert     | Guingamp        | definitivo |

| Cessioni | Cessioni         | Cessioni            | Cessioni   |
| R.       | Nome             | a                   | Modalità   |
| -------- | ---------------- | ------------------- | ---------- |
| P        | Cindy Perrault   | Guingamp            | definitivo |
| P        | Marie Petiteau   | Saint-Malo          | definitivo |
| D        | Elisa De Almeida | Paris Saint-Germain | definitivo |
| C        | Anouk Dekker     | Braga               | definitivo |
| A        | Adelina Engman   | Växjö DFF           | definitivo |

### Sessione invernale
| Acquisti | Acquisti | Acquisti | Acquisti |
| R.       | Nome     | da       | Modalità |
| -------- | -------- | -------- | -------- |
|          |          |          |          |

| Cessioni | Cessioni | Cessioni | Cessioni |
| R.       | Nome     | a        | Modalità |
| -------- | -------- | -------- | -------- |
|          |          |          |          |

### Operazioni esterne alle sessioni
| Acquisti | Acquisti | Acquisti | Acquisti |
| R.       | Nome     | da       | Modalità |
| -------- | -------- | -------- | -------- |
|          |          |          |          |

| Cessioni | Cessioni          | Cessioni   | Cessioni   |
| R.       | Nome              | a          | Modalità   |
| -------- | ----------------- | ---------- | ---------- |
| A        | Clarisse Le Bihan | Angel City | definitivo |

## Risultati

### Division 1

#### Girone di andata
| Arbitro: | Guillot |

|                    |           |                              |
| Schmitz 73’ (aut.) | Marcatori | 23’ Petermann 90+2’ Puntigam |

| Arbitro: | Maïka Vanderstichel |

|  |           |                   |
|  | Marcatori | 8’ (rig.) Däbritz |

| Arbitro: | Rochebilière |

|                                  |           |            |
| Le Mouël 21’ (rig.) Jézéquel 79’ | Marcatori | 70’ Nicoli |

| Arbitro: | Laur |

|           |           |                                      |
| Bussy 19’ | Marcatori | 18’, 84’ Puntigam 27’, 31’ Petermann |

| Arbitro: | Guillot |

|              |           |                              |
| Fowler 90+4’ | Marcatori | 24’ Le Garrec 85’ Karczewska |

| Arbitro: | Savina Elbour |

|                                                                |           |  |
| Bacha 33’ Torrent 45’ (aut.) Morroni 47’ Malard 59’ Julini 88’ | Marcatori |  |

| Arbitro: | Rochebilière |

|              |           |                              |
| Okoronkwo 6’ | Marcatori | 90’ Puntigam 90+4’ Petermann |

| Arbitro: | Gonçalves |

|                           |           |  |
| Mpome 12’ Fowler 61’, 63’ | Marcatori |  |

| Arbitro: | Collin |

|  |           |                      |
|  | Marcatori | 39’ (rig.) Petermann |

| Montpellier 3 dicembre 2021, ore 18:30 CET 10ª giornata | Montpellier | 0 – 0 referto | Paris FC | Stadio Bernard Gasset 7 - Mama Ouattara (354 spett.)\| Arbitro: \| Elbour \| |
| Arbitro:                                                | Elbour      |               |          |                                                                              |

| Arbitro: | Rochebilière |

|  |           |                 |
|  | Marcatori | 20’ Škorvánková |

#### Girone di ritorno
| Arbitro: | Elbour |

|                           |           |  |
| Elsig 13’ Robert 15’, 49’ | Marcatori |  |

| Arbitro: | Rochebilière |

|                           |           |                                   |
| Petermann 18’, 44’ (rig.) | Marcatori | 5’, 88’ Mbock Bathy 42’ Le Sommer |

| Arbitro: | Gonçalves |

|                    |           |  |
| Puntigam 5’ (aut.) | Marcatori |  |

| Arbitro: | Gerbel |

|                                 |           |  |
| Robert 45’ Petermann 61’ (rig.) | Marcatori |  |

| Saint-Germain-en-Laye 11 marzo 2022, ore 21:00 CET 16ª giornata | Paris Saint-Germain  | 0 – 0 referto | Montpellier | Stadio Georges Lefèvre (387 spett.)\| Arbitro: \| Emeline Rochebilière \| |
| Arbitro:                                                        | Emeline Rochebilière |               |             |                                                                           |

| Arbitro: | Benmahammed |

|                                                                 |           |  |
| Robert 3’, 60’ Mondésir 10’, 41’ Petermann 28’ Mbakem Niaro 88’ | Marcatori |  |

| Arbitro: | Elbour |

|            |           |                    |
| Lakrar 45’ | Marcatori | 74’ Joly 81’ Louis |

| Arbitro: | Beyer |

|                                       |           |              |
| Matéo 24’ Sarr 25’ Schmitz 41’ (aut.) | Marcatori | 50’ Mondésir |

| Arbitro: | Beyer |

|                              |           |  |
| Robert 12’, 86’ Fowler 90+1’ | Marcatori |  |

| Arbitro: | Elbour |

|                      |           |                                                       |
| Fourré 27’ Louis 66’ | Marcatori | 7’, 63’ Mondésir 12’ Blanc 38’ Petermann 90+1’ Fowler |

| Arbitro: | Benmahammed |

|  |           |              |
|  | Marcatori | 90+3’ Cardia |

### Coppa di Francia
| Arbitro: | Beyer |

|                         |           |                                                                                  |
| Okoronkwo 47’ Jésus 63’ | Marcatori | 33’ Robert 36’, 46’ Škorvánková 66’ Mondésir 69’, 75’ Petermann 85’ Mbakem Niaro |

| Arbitro: | Elbour |

|  |           |                                                               |
|  | Marcatori | 51’, 57’ Le Bihan 59’ Petermann 73’ Mbakem Niaro 86’ Mondésir |

| Arbitro: | Elbour |

|            |           |                                    |
| Lakrar 72’ | Marcatori | 35’ Hamraoui 51’ Geyoro 63’ Katoto |

## Statistiche

### Statistiche di squadra
| Competizione     | Punti | In casa | In casa | In casa | In casa | In casa | In casa | In trasferta | In trasferta | In trasferta | In trasferta | In trasferta | In trasferta | Totale | Totale | Totale | Totale | Totale | Totale | DR  |
| Competizione     | Punti | G       | V       | N       | P       | Gf      | Gs      | G            | V            | N            | P            | Gf           | Gs           | G      | V      | N      | P      | Gf     | Gs     | DR  |
| ---------------- | ----- | ------- | ------- | ------- | ------- | ------- | ------- | ------------ | ------------ | ------------ | ------------ | ------------ | ------------ | ------ | ------ | ------ | ------ | ------ | ------ | --- |
| Division 1       | 35    | 11      | 5       | 1       | 5       | 21      | 9       | 11           | 6            | 1            | 4            | 17           | 16           | 22     | 11     | 2      | 9      | 38     | 25     | +13 |
| Coppa di Francia | -     | 1       | 0       | 0       | 1       | 1       | 3       | 2            | 2            | 0            | 0            | 13           | 2            | 3      | 2      | 0      | 1      | 14     | 5      | +9  |
| Totale           | -     | 12      | 5       | 1       | 6       | 22      | 12      | 13           | 8            | 1            | 4            | 30           | 18           | 25     | 13     | 2      | 10     | 52     | 30     | +22 |

### Andamento in campionato
| Giornata  | 1 | 2 | 3 | 4 | 5 | 6 | 7 | 8 | 9 | 10 | 11 | 12 | 13 | 14 | 15 | 16 | 17 | 18 | 19 | 20 | 21 | 22 |
| --------- | - | - | - | - | - | - | - | - | - | -- | -- | -- | -- | -- | -- | -- | -- | -- | -- | -- | -- | -- |
| Luogo     | T | C | T | T | C | T | T | C | T | C  | T  | C  | C  | T  | C  | T  | C  | C  | T  | C  | T  | C  |
| Risultato | V | P | P | V | P | P | V | V | V | N  | V  | V  | P  | P  | V  | N  | V  | P  | P  | V  | V  | P  |
| Posizione |   |   |   |   |   |   |   |   |   |    |    |    |    |    |    |    |    |    |    |    |    | 5  |

Legenda:

Luogo: C = Casa; T = Trasferta. Risultato: V = Vittoria; N = Pareggio; P = Sconfitta.

### Statistiche delle giocatrici
| Giocatore    | Division 1 | Division 1 | Division 1  | Division 1 | Coppa di Francia | Coppa di Francia | Coppa di Francia | Coppa di Francia | Totale   | Totale | Totale      | Totale     |
| Giocatore    | Presenze   | Reti       | Ammonizioni | Espulsioni | Presenze         | Reti             | Ammonizioni      | Espulsioni       | Presenze | Reti   | Ammonizioni | Espulsioni |
| ------------ | ---------- | ---------- | ----------- | ---------- | ---------------- | ---------------- | ---------------- | ---------------- | -------- | ------ | ----------- | ---------- |
| I. Belloumou | 22         | 0          | 4           | 0          | 3                | 0                | 0                | 0                | 25       | 0      | 4           | 0          |
| C. Blanc     | 15         | 1          | 2           | 0          | 2                | 0                | 0                | 0                | 17       | 1      | 2           | 0          |
| J. Coquet    | 5          | 0          | 0           | 0          | -                | -                | -                | -                | 5        | 0      | 0           | 0          |
| C. Le Bihan  | 14         | 0          | 3           | 0          | 3                | 2                | 1                | 0                | 17       | 2      | 4           | 0          |
| A. Weerden   | 16         | 0          | 0           | 0          | 1                | 0                | 0                | 0                | 17       | 0      | 0           | 0          |